# Livsmedelsverket

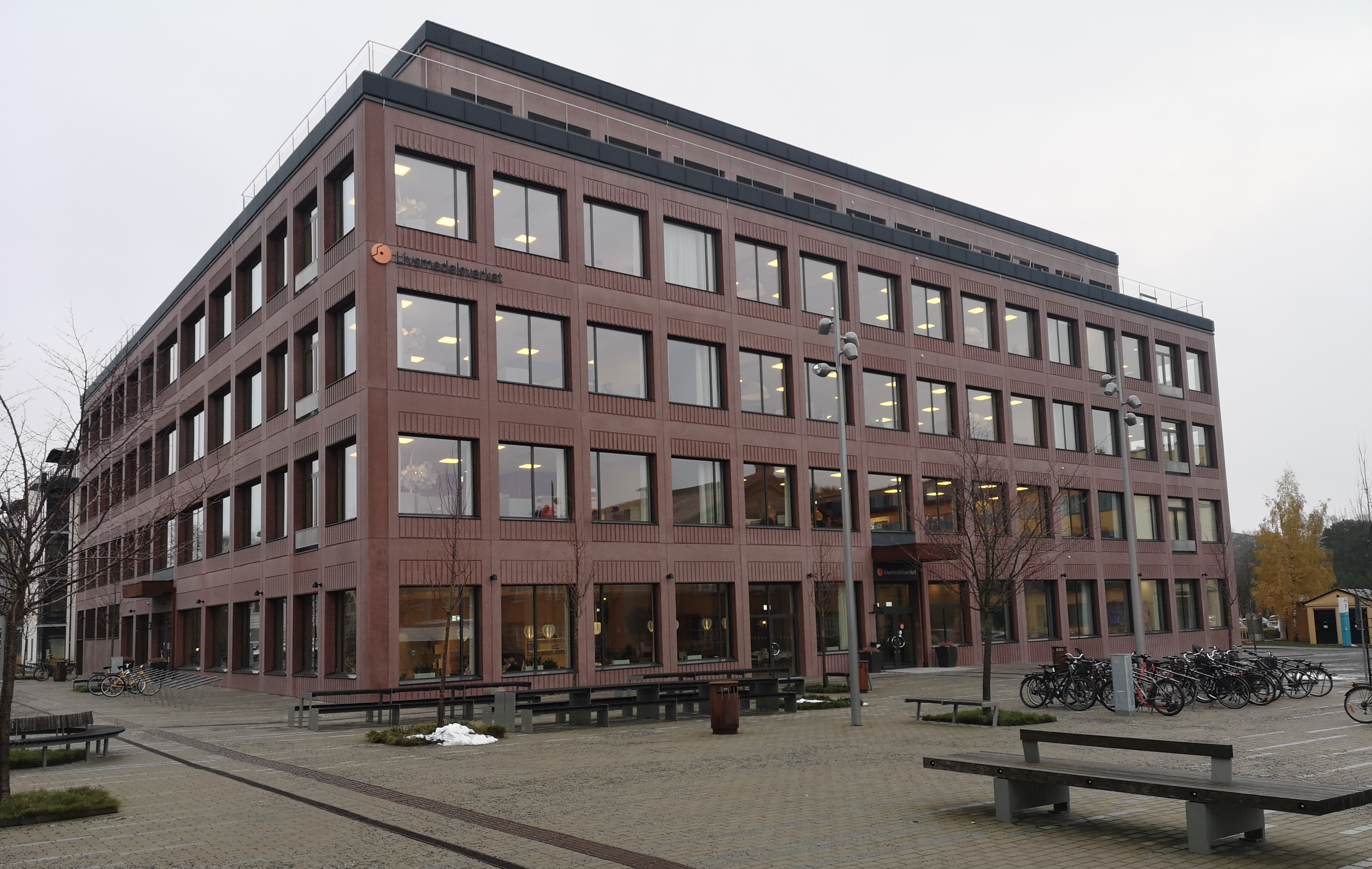
Livsmedelsverket i Uppsala, i området Uppsala Science Park.

Livsmedelsverket (före 2001: Statens livsmedelsverk, förkortat SLV) är i Sverige en statlig förvaltningsmyndighet för livsmedelsfrågor med uppgift att i konsumenternas intresse arbeta aktivt för säkra livsmedel, redlighet i livsmedelshanteringen och bra matvanor.
Myndigheten är från 1 oktober 2022 beredskapsmyndighet och sektorsansvarig myndighet för beredskapssektorn livsmedelsförsörjning och dricksvatten.

## Historik
Statens Livsmedelsverk bildades 1972 genom en sammanslagning av delar av Statens institut för folkhälsan, delar av Kungliga veterinärstyrelsen och den enhet vid Kommerskollegium som ansvarade för livsmedelstillsatser.
Livsmedelsverket skall bland annat utarbeta regler inom livsmedelsområdet, utöva och verka för en effektiv livsmedelskontroll.  Svarta listan är en lista på varor som inte får säljas utan tillstånd. Myndigheten, som har sitt säte i Uppsala, sorterar fr.o.m. den 1 januari 2023 under Landsbygds- och infrastrukturdepartementet.

### Livsmedelsverkets författningssamling
Livsmedelsverkets författningssamling innehåller lagar, EU-förordningar och Livsmedelsverkets egna föreskrifter. EU-förordningarna gäller direkt utan att de skrivs in i föreskrifterna.
Verket har bland annat givit ut Svenska näringsrekommendationer.

### Kontrollavgifter
År 2020 ökades kontrollavgifterna för livsmedelsföretag, som debiteras per timme. Timpriset ökade från 1225 till 1720 kronor och taxan är samma för små som stora företag.
Slakterier kontrollerades fram till 2019 av samma inspektörer som andra livsmedelsföretag, men omorganiserades sedan. Slakterier har olika kontrollavgifter beroende på företagets storlek eftersom staten subventionerar avgifterna med 100 miljoner kronor.

## Generaldirektörer och chefer
- Gösta Björkman 1972–1975
- Arne Engström   1975–1986
- Arne Kardell    1986–1998
- Bertil Norbelie 1998–2004
- Inger Andersson 2004–2013
- Stig Orustfjord 2013-2015
- Annica Sohlström, tf. dec 2015, ordinarie 2016–2025[7]
- Christina Nordin 2025–

## Livsmedelsverkets uppgifter i krig
Livsmedelsverket är från 1 oktober 2022 beredskapsmyndighet och sektorsansvarig myndighet för beredskapssektorn livsmedelsförsörjning och dricksvatten.  Livsmedelsverket har en central roll i Sveriges beredskap inför krig och krissituationer. Myndighetens huvudsakliga uppgifter inkluderar:
Säkerställa livsmedelsförsörjning: Livsmedelsverket ansvarar för att säkerställa att befolkningen har tillgång till säkra och näringsriktiga livsmedel även under krig eller höjd beredskap. Detta innebär att upprätthålla kontroll och tillsyn över livsmedelsproduktionen och distributionen för att förhindra att osäkra eller otillräckliga livsmedel når konsumenterna.
Dricksvattenförsörjning: Eftersom dricksvatten är en grundläggande förutsättning för hälsa och överlevnad, arbetar Livsmedelsverket för att säkerställa att dricksvattenförsörjningen fungerar även under krissituationer. Detta inkluderar att ge stöd och vägledning till aktörer som ansvarar för dricksvattenförsörjning, samt att utveckla planer och riktlinjer för att hantera potentiella störningar.
Livsmedelskontroll vid kris: Under kriser och höjd beredskap är det avgörande att livsmedelskontrollen upprätthålls för att säkerställa livsmedelssäkerheten. Livsmedelsverket har utarbetat riktlinjer och handböcker för att stödja kontrollmyndigheter i deras arbete under sådana förhållanden.
Samverkan med andra myndigheter: Livsmedelsverket samarbetar med andra myndigheter och aktörer inom det civila försvaret för att stärka landets motståndskraft vid krissituationer och krig. Detta samarbete syftar till att säkerställa att de viktigaste samhällsfunktionerna, inklusive livsmedelsförsörjning och dricksvatten, upprätthålls även under svåra förhållanden.
Genom dessa åtgärder bidrar Livsmedelsverket till att upprätthålla en robust och säker livsmedelsförsörjning i Sverige, även under krig eller höjd beredskap.